# Selkirk (ancienne circonscription fédérale)
Pour les articles homonymes, voir Selkirk.
Selkirk fut une circonscription électorale fédérale du Manitoba, représentée de 1871 à 1979.
La circonscription de Selkirk a été créée avec la création de la province du Manitoba en 1871. Abolie en 1976, elle fut redistribuée parmi Provencher, Selkirk—Interlake, Winnipeg-Nord-Centre et Winnipeg—Birds Hill.
La circonscription de Selkirk réapparut en 1987 avec des parties de Selkirk—Interlake, Winnipeg-Nord-Centre et Winnipeg—Birds Hill. À nouveau abolie en 1990, elle fut incorporée à Selkirk—Red River.

## Géographie
En 1892, la circonscription de Selkirk comprenait:
- Les municipalités de Saint-François-Xavier, Macdonald, Woodlands, Saint-Laurent, Rockwood, Gimli, Saint-André, Saint-Paul, Kildonan, Assiniboïa, Springfield et Saint-Clément
- Les villes de Selkirk-Ouest et de Selkirk-Est

## Députés
1. 1871-1880 — Donald Alexander Smith, CON-IND
2. 1880-1882 — Thomas Scott, CON
3. 1882-1887 — Hugh Sutherland, PLC
4. 1887-1896 — Thomas Mayne Daly, L-C
5. 1896-1900 — John Alexander Macdonell, PLC
6. 1900-1904 — William Forsythe McCreary, PLC
7. 1904-1908 — Samuel Jacob Jackson, PLC
8. 1908-1917 — George Henry Bradbury, CON
9. 1917-1921 — Thomas Hay, CON
10. 1921-1925 — Leland Payton Bancroft, PPC
11. 1925-1926 — Hannes Marino Hannesson, CON
12. 1926-1930 — Leland Payson Bancroft, Libéral-progressiste (2)
13. 1930-1935 — James Herbert Stitt, CON
14. 1935-1943 — Joseph T. Thorson, PLC
15. 1943-1953 — William Bryce, CCF
16. 1953-1954 — Robert James Wood, PLC
17. 1954-1958 — William Scottie Bryce, CCF
18. 1958-1968 — Eric Stefanson, PC
19. 1968-1970 — Ed Schreyer, NPD
20. 1970-1974 — Doug Rowland, NPD
21. 1974-1988 — Dean Whiteway, PC
22. 1988-1993 — David Bjornson, PC

- CCF = Co-Operative Commonwealth Federation
- CON = Parti conservateur du Canada (ancien)
- L-C = Parti libéral-conservateur
- NPD = Nouveau Parti démocratique
- PC = Parti progressiste-conservateur
- PLC = Parti libéral du Canada
- PPC = Parti progressiste du Canada